# تريفور تومسون (لاعب كرة قدم)
تريفور تومسون (بالإنجليزية: Trevor Thompson)‏ (1 مارس 1936 في المملكة المتحدة - ) هو لاعب كرة قدم بريطاني في مركز الهجوم. لعب مع أردز وديري سيتي وغلينتوران وديترويت كوجرز وChimney Corner F.C. ‏.

## وصلات خارجية
- تريفور تومسون على موقع قاعدة بيانات كرة القدم.إي يو (الإنجليزية)